# 室賀正信
室賀 正信（むろが まさのぶ）は、江戸時代の旗本。
中山直定の四男。室賀正俊の娘を娶り、婿養子となる。子に正次がいる。通称は源七郎。
寛文3年（1663年）2月23日、将軍徳川家綱に拝謁し、同年12月12日岳父から武蔵国賀美郡・児玉郡・幡羅郡・榛沢郡のうちに1200石を分知される。寛文6年（1666年）12月14日小姓組の番士に列する。天和2年（1682年）9月22日死去。法名は清霜。早稲田の宗参寺に葬られた。 